# Stefan Wiegand
Stefan Wiegand (* 9. Januar 1998) ist ein deutscher Schauspieler.

## Leben und Karriere
Seit 2011 (Folge 637) spielte Stefan Wiegand in der Kinder- und Jugendserie Schloss Einstein den Spaßvogel Tobias „Tobi“ Knecht. Er gehörte zu den in der 14. Staffel der Serie neu eingeführten Hauptdarstellern. Dies war Wiegands Fernsehdebüt. In der 18. Staffel (Folge 844) stieg er aus der Serie aus.
Wiegand wohnt in Erfurt.

## Filmografie
- 2011–2015: Schloss Einstein (Rolle: Tobias Knecht)
- 2011: Tigerenten Club
- 2011: KI.KA-Live Schloss Einstein Backstage
- 2012: KI.KA-Live Jungs gegen Mädchen